# Ratpenat frugívor jamaicà
El ratpenat frugívor jamaicà (Artibeus jamaicensis) és una espècie de ratpenat estenodermatini que viu a Centreamèrica i Sud-amèrica.

## Subespècies
- A. j. aequatorialis
- A. j. fallax
- A. j. grenadensis
- A. j. hercules
- A. j. jamaicensis
- A. j. parvipes
- A. j. paulus
- A. j. planirostris
- A. j. richardsoni
- A. j. schwartzi
- A. j. trinitatis
- A. j. triomylus
- A. j. yucatanicus